# カルロス・アルベルト・シルバ
カルロス・アルベルト・シルバ（ポルトガル語: Carlos Alberto Silva, 1939年8月14日 - 2017年1月20日）は、ブラジル・ミナスジェライス州出身のサッカー指導者。

## 経歴
1977年には日本のJSL・新日鐵特別コーチを務めた。
ブラジル代表監督として、1987年のコパ・アメリカ、1988年のソウルオリンピックで指揮した。
1990年に日本の読売クラブの監督に就任すると、4年ぶりとなる日本サッカーリーグ優勝に導いた。
2017年1月20日、ベロオリゾンテにおいて死去した。死因は不明。

## 指導者歴
- 1977年  新日本製鐵
- 1978-1979  グアラニFC
- 1980-1981  サンパウロFC
- 1981-1982  アトレチコ・ミネイロ
- 1983-1984  サンタクルスFC
- 1985-1986  スポルチ・レシフェ
- 1986-1987  クルゼイロEC
- 1987-1988  ブラジル代表
- 1989-1990  サンパウロFC
- 1990-1991  読売サッカークラブ
- 1991-1992  FCポルト
- 1993-1994  クルゼイロEC

- 1994-1995  SCコリンチャンス・パウリスタ
- 1995-1996  SEパルメイラス
- 1996-1997  デポルティーボ・ラ・コルーニャ
- 1997-1998  ゴイアスEC
- 1998-1999  グアラニFC
- 1999-2000  サントスFC
- 2000-2002  グアラニFC
- 2002-2003  CDサンタ・クララ
- 2004-0000  アメリカ・ミネイロ
- 2005-0000  アトレチコ・ミネイロ